# Кутубія
Аль-Кутубі́я (араб. جامع الكتبية, досл. «мечеть книгарів») — найбільша мечеть та одна з найвизначніших пам'яток міста Марракеш, Марокко. Розташована неподалік від центрального майдану міста, Джамаа-аль-Фна, та оточена великими садами. Є частиною медини Марракешу та входить з нею до переліку Світової спадщини ЮНЕСКО.
Мечеть була заснована в 1147 році халіфом Абд аль-Муміном з династії альмохадів відразу після завоювання ним міста у альморавідів. Вдруге мечеть була перебудована Абд аль-Муміном близько 1158 р. Саме ця споруда є тією мечеттю, яка існує сьогодні. Мінарет мечеті заввишки 77 метрів прикрашений різноманітними геометричними візерунками та увінчений шпилем з металевими кулями. Ймовірно, ці архітектурні особливості надихнули авторів інших будівель, як-от Хіральда в Севільї або Мінарет Хасана в Рабаті, що були побудовані незабаром.

## Походження назви
Назва мечеті походить від арабського слова кутубіїн (كُتُبيين ), що можна перекласти як «книгарі». Мечеть Аль-Кутубія, або Мечеть книгарів, відображає період з історії міста, коли на вулицях поруч з мечеттю працювало близько ста продавців книг.

## Архітектура

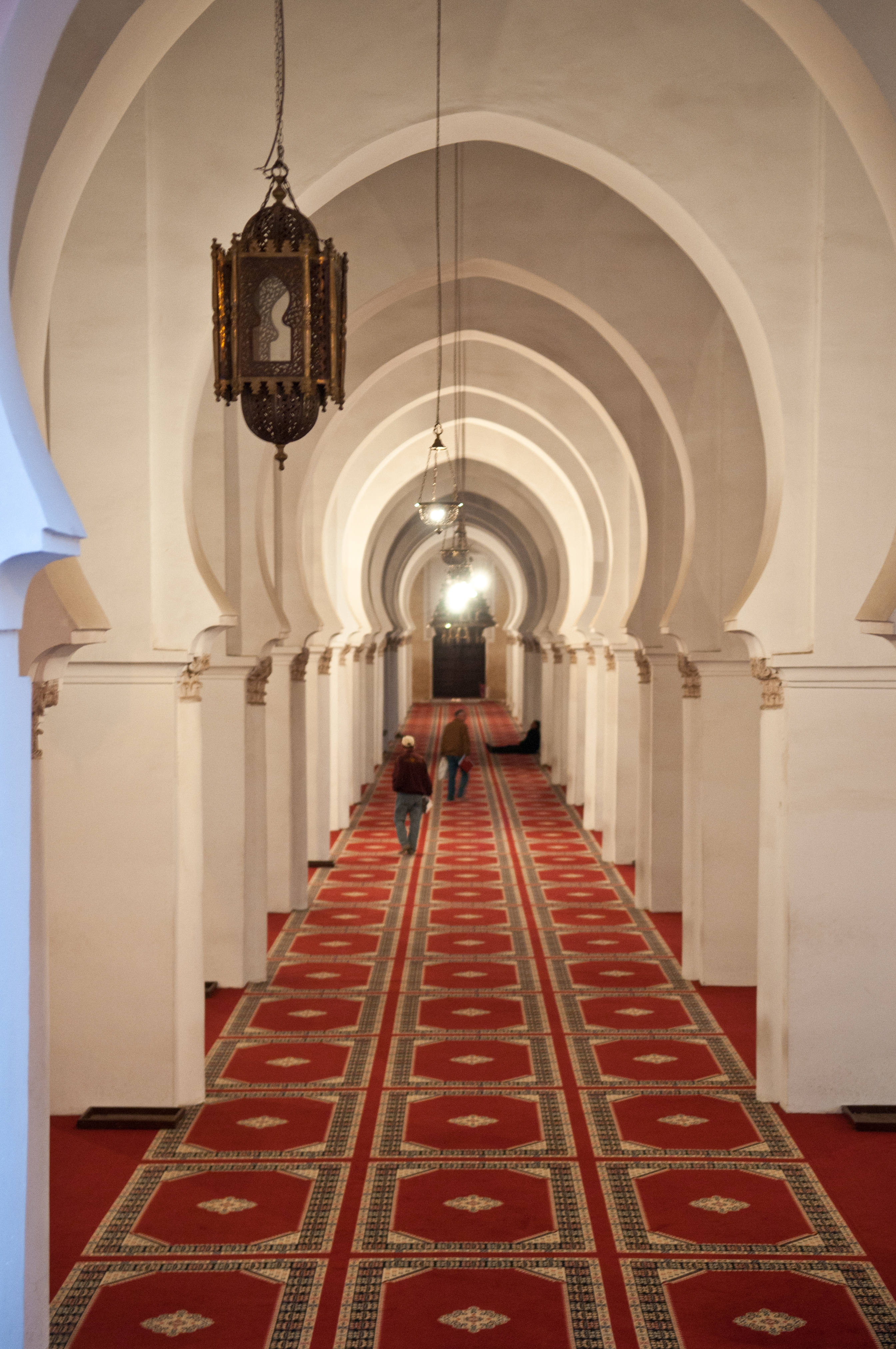
Нава у внутрішньому молитовному залі мечеті

Архітектурні деталі першої мечеті та нової мечеті майже однакові, за винятком напрямку будівель.
Кутубія лежить на центральному майдані міста, оточена садами з обох боків та освітлюється прожекторами уночі. Будівля з цегли та піщанику має розміри 80 метрів завширшки та 60 метрів уздовж півночі на південь.
Головний молитовний зал вляє собою гіпостильний зал із понад сотнею стовпів, які підтримують підковоподібні арки вздовж паралельних нав.
Мінарет мечеті в альмохадському стилі побудований бутовою кладкою з використанням пісковика. Він був покритий рожевою штукатуркою, що популярна в оздобленні Марракеша, але в 1990-х експерти вирішили викрити оригінальні кам’яні роботи та зняли штукатурку.  Висота мінарету становить 77 метрів. Саме з цього мінарету муедзин закликає вірян до азану (молитви), що подається з чотирьох основних напрямків.